# Pokolj u Dabru 21. studenoga 1991.
Pokolj u Dabru je bio srpski ratni zločin iz doba srpsko-crnogorske agresije na Hrvatsku. 
Počinjen je nakon što su velikosrpske snage zauzele ovo ličko selo. 
Utvrđeno je da je 21. studenog 1991. odvedeno, mučeno i ubijeno na osobito okrutan način sedam (7) civila. Ekshumirani su 4. travnja 1992., a na Zavodu za sudsku medicinu Rijeka nalaz obdukcije (i skrnavljenje žrtava) okvalificiran je kao najdrastičniji oblik ratnog zločina nad civilima.